# Irati (Santa Catarina)
Irati é um município brasileiro do Estado de Santa Catarina.

## História
O nome do município significa "mel em quantidade" na língua tupi-guarani.

## Geografia
Localiza-se a uma latitude 26º39'23" sul e a uma longitude 52º53'32" oeste, estando a uma altitude de 438 metros. Sua população estimada em 2011 era de 2 081 habitantes.

## Etnias
Irati é um exemplo da diversidade racial que existe no Brasil. No município vivem brancos (77,1%), descendentes de imigrantes italianos, alemães e poloneses; ao lado de pardos (12,9%), resultado da miscigenação entre europeus, africanos e índios; negros (6,5%) e indígenas (2,8%).[carece de fontes?]